# Craspedolepta conspersa
Craspedolepta conspersa är en insektsart som först beskrevs av Löw 1888.  Craspedolepta conspersa ingår i släktet Craspedolepta och familjen rundbladloppor. Inga underarter finns listade i Catalogue of Life.